# Sonia Fregolent
Sonia Fregolent (Conegliano, 26 marzo 1974) è una politica italiana.

## Attività politica
Eletta consigliere comunale e nominata assessore di Sernaglia della Battaglia nelle liste della Lega Nord nel 2004, viene poi eletta sindaco del Comune nel 2009 e riconfermata nel 2014.
Alle elezioni politiche del 2018 è eletta senatrice della Lega nel collegio uninominale di Belluno. Rieletta consigliere comunale di Sernaglia della Battaglia nel 2019, si dimette nel 2021. Nel settembre 2022 conclude il proprio mandato parlamentare.